# Mythologie magyare
 (août 2016).
Si vous disposez d'ouvrages ou d'articles de référence ou si vous connaissez des sites web de qualité traitant du thème abordé ici, merci de compléter l'article en donnant les références utiles à sa vérifiabilité et en les liant à la section « Notes et références ».

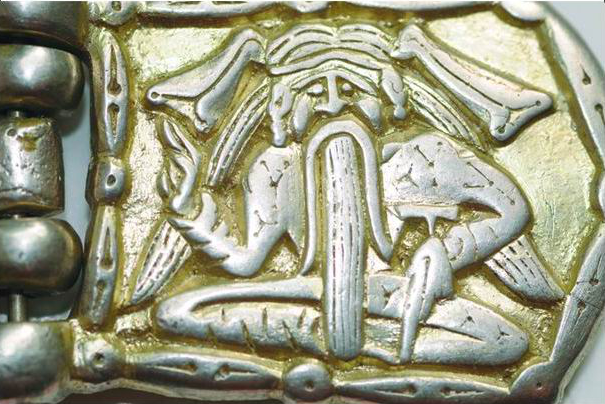
Une boucle de ceinture représentant une scène de la mythologie magyare, IXe siècle.

La mythologie magyare (en hongrois : magyar mitológia) ou religion proto-magyare (ősmagyar vallás) désigne l'ensemble des mythes et des légendes des Magyars, avant que ce peuple soit christianisé au XIe siècle. Il reste aujourd'hui peu de sources sur ces anciennes croyances. Le regain d'intérêt pour les traditions proto-magyares remonte à 1900. Les principales traces servant à leur reconstitution se trouvent notamment dans des textes du Moyen Âge, la langue et le folklore hongrois, mais également dans des éléments syncrétiques perpétués par le christianisme. 

## Sources
La plupart de la mythologie magyare est considérée comme perdue, malgré cela, une importante quantité de cette mythologie a été retrouvée dans le siècle qui précède. Les sources les plus importantes en sont :
- Le folklore, car un grand nombre de figures mythologiques restent dans les contes et chansons populaires, les légendes et des traditions spécifiques liés à des dates spécifiques, inconnues ailleurs[1].
- Des chroniques médiévales telles que des codex ou des manuscrits.
- Des sources secondaires, telles que des informations à propos des Hongrois par d'autres auteurs (principalement avant 850). Quelques ouvrages ont été écrits sur la religion d’origine des Hongrois, parmi lesquels la Mythologie hongroise d’Arnold Ipolyi (1854), où pour la première fois est restitué le système de croyances populaires hongrois[2].
- Des recherches archéologiques[3].

## Présentation

### Division du monde
Le monde est divisé en trois sphères : le « monde d'en haut » (felső világ) réservé aux Dieux, le « monde du milieu » (középső világ) où vivent les Hommes et le « monde d'en bas » (alsó világ) hanté par les esprits. Au centre du monde des humains, il y a un grand arbre : Világfa, signifiant « arbre du monde » et qui traverse les trois espaces. On raconte qu'il peut porter des fruits, des pommes dorées.

### Divinités
- Boldogasszony (déesse)
- Boszorkány (sorcière)
- Bubus (esprit)
- Fene, démon de la maladie
- Ildikó, déesse de la Lune et de la fertilité

### Héros
- Álmos (héros)
- Dula ou Gyula, prince des Alains
- Emese, femme d'Ügyek et mère d'Álmos
- Garabonciás (ou barboncás, gyiák), homme qui a appris la magie et qui est capable de créer des tempêtes
- Hunor et Magor, fondateurs des Huns et des Magyars

### Créatures et animaux fabuleux
- Bába (créature)
- Csodaszarvas (animal) ressemblant à un cerf
- Turul, oiseau du mythe de l'origine des Magyars

## Culte religieux
La fonction de lien entre les Hommes et les Dieux était assumée par le sorcier, táltos, sage, conseiller et thérapeute dans les sociétés magyares traditionnelles.

### Chamanisme hongrois
Selon Antal Csengery, la religion d’origine des Hongrois ne pouvait pas remonter plus loin que le chamanisme : « La religion primitive de tous les peuples de l’Altaï était le culte de la nature, qu’à son stade élémentaire on appelle chamanisme. À l’origine, la religion primitive des Hongrois ne pouvait être autre chose.»
Jen?Fazekas a démontré en 1967 que, dans les croyances populaires hongroises, quatre figures distinctes (le sorcier, le sage ou savant, le vagabond et le barde) pouvaient recouvrir la figure du chaman par le biais de leurs qualités propres, et que ces figures ont pu être ramenées dans les temps anciens à une seule, remplissant une fonction sociale comparable. 
La sphère d'activité du chamane est déterminée par la croyance qu'on peut inciter des esprits á agir en récitant des formules précises. Ainsi, grâce á ses relations avec les esprits, le chaman donne des conseils pour régler les litiges, interprète les rêves et sert d'intermédiaire entre les vivants et les morts. II a également le pouvoir de guérir. II chasse les envoûtements ou les provoque par ses incantations.  